# Through the Looking Glass (álbum)
Through the Looking Glass es el undécimo álbum de la banda de rock Toto, Fue lanzado al mercado el 5 de noviembre de 2002. Es lanzado luego de tres años de su álbum de estudio "Mindfields", siendo un recopilatorio de covers que realiza la banda a aquellas agrupaciones que los inspiran.

## Historia
En 2002, en celebración del aniversario N.º 25 de Toto, la banda lanzó un nuevo larga duración llamado Through the Looking Glass, disco de versiones en el cual se rindió homenaje a las influencias musicales de la banda como Bob Marley, Steely Dan, George Harrison y Elton John.
Dos singles fueron editados, Could You Be Loved, de Bob Marley y While My Guitar Gently Weeps de The Beatles.
El álbum no fue un éxito comercial y muchos fanes estaban molestos por la edición y pensaban que la banda debería haber escrito nuevo material en su lugar.
Sin embargo, la banda inició la gira mundial "25 Anniversary Tour", que se inició en 2002 y concluyó en 2003.

## Lista de canciones
| Through the Looking Glass |                                                           |                                      |                    |          |  |
| N.º                       | Título                                                    | Escritor(es)                         | Voces Principales  | Duración |  |
| 1.                        | «Could You Be Loved»                                      | Bob Marley                           | Bobby Kimball      | 3:47     |  |
| 2.                        | «Bodhisattva»                                             | Walter Becker, Donald Fagen          | Kimball y Lukather | 4:51     |  |
| 3.                        | «While My Guitar Gently Weeps»                            | George Harrison                      | Steve Lukather     | 5:15     |  |
| 4.                        | «I Can't Get Next To You»                                 | Norman Whitfield, Barrett Strong     | Bobby Kimball      | 4:04     |  |
| 5.                        | «Living For The City»                                     | Stevie Wonder                        | Bobby Kimball      | 5:49     |  |
| 6.                        | «Maiden Voyage / Butterfly»                               | Herbie Hancock, Bennie Maupin        | Instrumental       | 7:33     |  |
| 7.                        | «Burn Down The Mission»                                   | Elton John, Bernie Taupin            | Bobby Kimball      | 6:28     |  |
| 8.                        | «Sunshine of Your Love»                                   | Jack Bruce, Pete Brown, Eric Clapton | Steve Lukather     | 5:13     |  |
| 9.                        | «House of the Rising Sun»                                 | Tradicional                          | Bobby Kimball      | 4:40     |  |
| 10.                       | «Watching the Detectives»                                 | Elvis Costello                       | Steve Lukather     | 4:04     |  |
| 11.                       | «It Takes A Lot To Laugh, It Takes A Train To Cry (Live)» | Bob Dylan                            | David Paich        | 3:52     |  |
| 55:36                     |                                                           |                                      |                    |          |  |

## Músicos
- Steve Lukather: Voz, coros, guitarras, dobro.
- David Paich: Voz, coros, teclados, piano, taurus.
- Mike Porcaro: Bajo.
- Bobby Kimball: Voz, coros.
- Simon Phillips: Batería, percusión.

- Datos: Q1756330